# Beside the Dying Fire
«Junto al fuego que se Apaga» —título original en inglés: «Beside the Dying Fire»— es el décimo tercer y último episodio de la segunda temporada de la serie de terror y apocalíptica The Walking Dead. Se transmitió en AMC en los Estados Unidos el 4 de marzo de 2012. Mientras que en Latinoamérica el episodio se emitío el 20 de marzo del mismo año por FOX de Latinoamérica. En el episodio, una gran horda de caminantes invade la granja Greene, persiguiendo a Rick Grimes (Andrew Lincoln) y su grupo, incluyendo también al grupo de Hershel fuera de las instalaciones. Mientras tanto, Andrea (Laurie Holden) está separada del grupo, dejándola luchar contra los mismos caminantes que atacaron la granja de Hershel.
Temas como romance, muerte y supervivencia prevalecen en todo "Beside the Dying Fire". Es visto como un punto de inflexión para el desarrollo de varios personajes en el programa, y flashbacks de varias revelaciones previas de la serie. "Beside the Dying Fire" presenta el debut de la protagonista Michonne, un personaje que ha sido destacada en los cómics del mismo nombre y presenta la maqueta de la Prisión. La producción del episodio transcurrió durante aproximadamente ocho días.
"Beside the Dying Fire" atrajo a 9 millones de espectadores y una calificación de 4.7 en el grupo demográfico de 18-49, de acuerdo con Nielsen ratings.El episodio acumuló calificaciones récord, convirtiéndose así en el programa de cable mejor calificado demográficamente de todos los tiempos, un galardón que anteriormente había tenido "Nebraska". "Beside the Dying Fire" se convirtió en la transmisión por cable más vista del día, así como en el programa de cable de mayor audiencia de la semana.
El episodio marca la última aparición de Jane McNeill como Patricia y de James Allen McCune como Jimmy, debido a que sus personajes son asesinados por los caminantes durante el trascurso del episodio.
El episodio recibió 9.0 millones de espectadores, marcando al episodio como el más visto de toda la serie y el episodio más popular de una serie original en la historia de la AMC.

## Trama
El episodio comienza mostrando una horda de caminantes mientras siguen un helicóptero que vuela alrededor de ellos y son atraídos por el sonido, dejando Atlanta y migrando al campo durante varios días, mientras se acercan a la granja Greene, oyen el sonido de un disparo, por el disparo que Carl (Chandler Riggs) que usó para matar a un zombificado Shane y ellos se acercan hacia la granja, mientras Rick (Andrew Lincoln) acompaña a Carl de regreso a los demás, la horda de caminantes sale del bosque, y Rick y Carl se refugian en el granero.
Por otra parte, Daryl (Norman Reedus) y Glenn (Steven Yeun) informan de la muerte y reanimación de Randall a los demás, pero también de que se convirtió en caminante sin ser mordido, Lori (Sarah Wayne Callies) le ruega a Daryl que salga a buscar a Rick y Shane. Sin embargo, pronto ven a la horda de caminantes y comienzan a armarse, mientras que el grupo de Rick está listo para abandonar la granja, Hershel (Scott Wilson) tiene la intención de proteger su tierra con su propia vida, si es necesario. A medida que el grupo comienza a despachar a los caminantes, Rick y Carl son capaces de atraer un número al establo y prenderle fuego. Jimmy (James Allen McCune) conduce la casa rodante cerca del establo y permite que Rick y Carl escapen con seguridad del granero en llamas, pero muere cuando los caminantes invaden la casa rodante, por otra parte Lori también le dispara a varios caminantes mientras se desespera por no encontrar a Carl y entonces Carol (Melissa McBride) la convence de que debían escapar. En medio del caos Carol es confrontada por un par de caminantes que la acorralan en una esquina con nada más que un tablón de madera para defenderse pero es salvada por Andrea (Laurie Holden), a ella se le acerca un caminante por la espalda, pero una asustada Carol le avisa, Andrea le dispara pero cae con la criatura al suelo y Carol aprovecha esta distracción para huir corriendo. T-Dog (IronE Singleton) acerca su camioneta hasta el lugar y ve al caminante lanzándose sobre la mujer, pero no puede hacer nada y debe alejarse rápidamente cuando nota que los caminantes los superaban. Lori le dice que no podían abandonar a los otros pero T-Dog le dice que no podían hacer nada y entonces abandonan la granja. El grupo rápidamente se da cuenta de que están superados en número, y todos intentan escapar a un lugar seguro. Lori se abre camino disparando y detrás de ella Beth (Emily Kinney) y Patricia (Jane McNeill) la siguen tomadas de las manos. Uno de los caminantes logra agarrar a Patricia y la muerde inmediatamente. Pronto más y más caminantes se abalanzan sobre ella y la comienzan a devorar pero la mujer se aferra fuerte a la mano de Beth quien comienza a gritar en horror y se rehúsa a dejarla morir. Lori logra rescatar a Beth dejando caer la bolsa de armas, en ese momento llega T-Dog (IronE Singleton) en su camioneta con Andrea, la cual decide ir por Carol, mientras Lori y Beth suben al vehículo y Rick convence a Hershel de que abandone su propiedad, ya que es una causa perdida. Todos escapan en grupos, a excepción de Andrea, que estaba separada de los demás.
El grupo rápidamente se da cuenta de que están superados en número y todos intentan escapar a un lugar seguro, todos escapan en grupos a excepción de Andrea que estaba separada de los demás. desconocido para ellos, ella logra escapar de la granja, acorralada por varios caminantes sin armas y es salvada por una misteriosa figura encapuchada que tiene dos zombis sin brazos como mascotas y maneja una katana.
El grupo sobreviviente se reagrupa en la carretera que supuestamente habían estado tomando para llegar a Fort Benning al comienzo de la temporada, y suponen que Andrea está muerta. Con sus vehículos restantes, viajan en carreteras secundarias para evitar hordas, hasta que Rick se queda sin gasolina. Acampan por la noche, donde Daryl presiona a Rick sobre cómo el cuerpo de Randall había reanimado sin una mordida de caminante. Rick revela lo que el Dr. Edwin Jenner le susurró al oído: "todos son portadores infectados del patógeno caminante y se convierten en caminantes si mueren por algún motivo". Rick también revela que se había visto obligado a matar a Shane y Carl había disparado su forma reanimada, sorprendiendo y asustando a Lori. Mientras continúan debatiendo, los otros, a excepción de Daryl y Hershel, comienzan a perder su fe en Rick como líder. Un ruido que hace eco en la distancia coloca al grupo en alerta máxima, pero Rick no permite que nadie investigue. Carol le pide a Rick que actúe, haciendo que Rick se parta, diciendo que él nunca pidió que lo pusieran a cargo, y espetó que había matado a Shane por su bien. Él desafía a cualquiera a dejar la seguridad del campamento. Cuando nadie se va, emite una advertencia final: "Si te estás quedando, esto ya no es una democracia", estableciendo su posición como líder del grupo. Después, se muestra que el grupo, sin saberlo, está acampado cerca de una prisión.

## Producción
"Beside the Dying Fire" fue dirigida por Ernest Dickerson y escrita por el creador Robert Kirkman y el escritor Glen Mazzara. Mazzara provocó el episodio en una conferencia telefónica con varios periodistas: "Estamos orgullosos de este final, hemos estado trabajando en ello durante toda la temporada, y no podemos esperar a que lo vea. [...] Hay más vino el derramamiento de sangre. Pensaron que estaban a salvo en esta granja, estaban equivocados. [...] Aquí estamos en una matanza. [...] Hay respuestas sobre la naturaleza del virus en el final. [...] Voy a garantizar que las personas verán este final y querrán saber qué viene después. La gente tendrá muchas preguntas, pero en el buen sentido".
El episodio se filmó durante ocho días. En uno secuencia, Carl Grimes enciende un encendedor de cigarrillos y lo deja caer sobre una horda de caminantes después de que Rick crea una distracción para distraer a los caminantes. Greg Nicotero, el director de efectos especiales de The Walking Dead, utilizó paneles negros para capturar los elementos del incendio; esto les permitió editar las llamas en los caminantes. Para reducir las posibilidades de quemarse, los dobles se ponen varias capas de trajes ignífugos. La primera capa consistía en una prenda interior seca Nomex; esto fue seguido por varias capas de ropa Nomex que se gelificaron. Dado que la secuencia se realizó en múltiples ocasiones, los dobles se revistieron con gel que contenía polímero catiónicos. La última capa era un chubasquero, que separaría el gel de la ropa de los especialistas y les permitiría quedar envueltos en llamas durante varios segundos sin sufrir lesiones.
Jon Bernthal y Jeffrey DeMunn no aparecen en este episodio debido a que sus personajes fueron asesinados en episodios anteriores, igualmente ambos son acreditados, "Beside the Dying Fire" presentó las salidas de los actores recurrentes Jane McNeill (Patricia) y
James Allen McCune (Jimmy) quienes fueron consumidos por caminantes. Junto a la muerte de los personajes antes mencionados, el guion del episodio inicialmente requería la muerte de Hershel, así como de Shane Walsh y Randall, quienes habían muerto en el episodio anterior. Originalmente se planificaba que Hershel iba a morir en el episodio anterior pero Kirkmansentía que había mucho desarrollo potencial en Hershel, su muerte fue eliminada del guion. Aunque los planes para matar el personaje comenzaron antes en la temporada, Mazzara opinó que su muerte hipotética no habría tenido resonancia emocional.. "El plan siempre era golpear a Hershel, y de hecho le dije a Scott Wilson, "Gracias por todo lo que Ya he terminado, pero en el próximo guion vamos a matar a tu personaje". Empezamos a escribir eso y sentimos que la muerte de Hershel jugaba como un artilugio de la trama y no estábamos obteniendo ninguna resonancia emocional. Simplemente estaba jugando como una muerte gratuita. Este fue uno de esos ejemplos en los que no vamos a tener una muerte impactante para el sentido de la muerte, tenemos que sacar algo de eso. No tenemos nada de eso. Si nos fijamos en la toma de Hershel mirando hacia atrás y viendo el granero ardiendo y su granja completamente perdida para los zombis, ese disparo valió la pena porque vemos que la granja era en realidad un personaje y solo puedes ver eso a través de los ojos de Hershel, así que fue la llamada correcta para mantenerlo vivo".
La noche en que se filmó "Beside the Dying Fire" hacía demasasiado frío que los editores tuvieron que eliminar digitalmente el vapor expulsado por los caminantes.
El episodio marco el debut de Michonne, una protagonista de las historietas originales, y un personaje interpretado por la actriz Danai Gurira. Gurira fue seleccionada para integrar el elenco a tan solo una semana antes de "Beside the Dying Fire," aunque se generaron varios rumores sobre la introducción de Michonne meses antes del estreno del final de temporada. Kirkman admitió que era fanático del trabajo de Gurira en la serie dramática de HBO Treme. Varios rumores señalaban a la actriz Rutina Wesley, reconocida por su trabajo en True Blood, como la posible intérprete de Michonne. Sin embargo Kirkman afirmó que Wesley nunca estuvo involucrada en el proceso de audición: "Fueron muchas actrices. Sobre la actriz de True Blood, no se si ella estaba disponible; creo que sigue en True Blood. No se de donde vino ese rumor, pero en lo que a mi concierne, ella nunca estuvo involucrada."
En la conclusión de "Beside the Dying Fire," una enorme prisión es vista por la zona donde los sobrevivientes acampaban de manera improvisada. Bear McCreary compuso la secuencia del debut de la prisión, quien creyó que las localizaciones tendrían mucho más sentido en la siguiente temporada. "Hay algo muy poderoso que puede hacerse, como un latido proveniente de la localización, lo que es muy parecido a lo que imagine cuando leí las historietas hace años, aquella vez que llegue a la prisión," afirmó. "Lo he estado pensando, hay muchos shows y películas destacados sobre prisiones y solo puedes asociarlas con ciertas secuencias musicales, y yo no quería hacerlo. Pero, ya veremos. Es decir depende mucho de donde ocurra el show. Es un poco pronto para pensar en eso, pero lo he estado considerando de todas formas."

## Temas
"Beside the Dying Fire" se ve como una etapa de transición para varios personajes de la serie. La transformación de Rick Grimes en un personaje oscuro continúa en el episodio. Ha cambiado de la persona que quería salvar a Merle Dixon (en la Temporada 1) y encuentra a Sophia Peletier (primera mitad de la temporada 2), a la persona que está dispuesta a abandonar cualquier esperanza de encontrar a Andrea. Además, Rick le grita a su grupo por desagradecer sus sacrificios como líder. Esta reacción violenta y hostilidad se ha interpretado como un evento de presagio para el desarrollo futuro de The Walking Dead. "Rick está claramente en un lugar mucho más oscuro ahora de lo que estaba al comienzo de la temporada", concluyó el escritor Darren Franich de Entertainment Weekly. En respuesta a las interacciones entre Rick y Lori, opinó: "Creo que sintió que se ha sacrificado por este grupo, y ese sacrificio en realidad no ha sido apreciado. Su confesión a Lori no tuvo la reacción que el esperaba. Él pensó que ella sería de apoyo. En cambio, el reacciona de esta forma en particular, siente que es odio y disgusto. Creo que eso realmente lo está afectando a él. No lo olvidemos: esto ocurre horas después de que asesinó a su mejor amigo. Por lo tanto, todavía está tambaleándose. Intenta mantenerlo en secreto. Abre su corazón a su esposa, y no va bien. Así que creo que acaba de terminar con estas personas. Creo que él no quiere ser el líder. Como él dice: "Si no les gusta, ellos son libres de irse."
El episodio muestra escenas retrospectivas de desarrollos previos de varias historias durante toda la temporada, incluido el Triángulo amoroso entre Rick, Shane y Lori. Mazzara repitió eso al enterarse de las revelaciones de su esposo, Lori tuvo conflictos en varios asuntos. "Todo esto está pasando por la mente de Lori. Rick asesinó a Shane y ella confesó que tenía sentimientos por Shane. Su hijo era parte de eso. "Todos están infectados. ¿Su bebé está infectado? Estamos en el camino, ¿Dónde va a dar a luz? ¿Qué pasa si el bebé muere? ¿Qué pasa si ella muere? Todas estas preguntas están pasando por su cabeza. Lo que más le afecta es que jugó un papel en la muerte de Shane. dos hombres en desacuerdo, le susurró al oído a Rick y luego habló con Shane en el molino de viento. Se da cuenta de que esto ha pasado por encima de ella y, en cierto sentido, ha participado activamente en la muerte de Shane. Así que puede culpar a Rick por eso, pero está horrorizada por su propia culpabilidad."
"Beside the Dying Fire" reminiscencia el final de la primera temporada, "TS-19", en que Rick revela que todos en el grupo están infectados con el virus. Aunque Kirkman describió sus acciones como "exhibir buenas habilidades de liderazgo", Mazzara dijo que el grupo comenzó a cuestionar las capacidades de Rick como líder. "Él les presenta una opción muy pragmática: si no te gusta, lárgate y no hay compradores. Al final de la final, el verdadero horror es Rick cuando dice: 'No es un la democracia nunca más'. Ese es el verdadero horror".
Los temas de Darwinismo social y la supervivencia prevalecen a lo largo de "Beside the Dying Fire." En el episodio, Andrea se separa del grupo y se ve obligada a defenderse contra la horda de caminantes que invadieron la granja de Hershel. Mazzara sintió que separar a Andrea de su grupo sería esencial para explorar a fondo su personaje, ya que afirmó que se la veía a la luz de otros personajes en The Walking Dead.

## Recepción

### Respuesta crítica
Rob Salem de Toronto Star dijo que "los fanáticos que se han estado quejando de la relativa complacencia de esta temporada [...] finalmente se llenaron de sangre cuando la granja fue invadida por caminantes repentinamente extraños". Pamela Mitchell de Houston Chronicle comento que "Beside the Dying Fire" fue el episodio más accidentado de la temporada, mientras que Morgan Jeffery de Digital Spy pensaba que "cada personaje principal tiene su momento para brillar"; "Epopeya, lleno de acción, emocional:—'Beside the Dying Fire' es televisión grande," concluyó. el crítico de televisión de TV Guide Michael Logan afirmó que el final de la temporada "fue tan aterrador y sorprendente que casi nos hizo explotar la cabeza". En su revisión A, Zach Handlen de The A.V. Club dijo que "Beside the Dying Fire" logró adecuadamente lo que estaba esperando. Él escribió: "Finalmente estamos fuera de la granja de Hershel, de la manera más definitiva imaginable: el granero ha sido quemado, y la casa en sí es invadida por una manada de 'caminantes'". Starlee Kine de New York adujo la entrega, y afirmó que era comparable a los episodios la primera temporada de The Walking Dead. "Es increíble lo mucho más suaves que son los huecos de la trama cuando algo está sucediendo realmente en este programa. Por primera vez desde la temporada pasada, me sentí lo suficientemente absorto como para no ser consumido con todas las pequeñas cosas que este espectáculo se equivoca. Hasta este episodio, la mayoría de esta temporada ha consistido exclusivamente en pequeñas cosas: pequeños dramas, apuestas mal dirigidas, tanto estancamiento. No estoy seguro de poder ir tan lejos como para decir que todo salió bien con esta, pero al menos fue entretenido y la acción incesante se sintió como contenido en lugar de simplemente sujetalibros".
Mark A. Perigard de Boston Herald escribió que era lo más parecido que el programa "se parecía al clímax de una película de George Romero". Escribiendo para Time el periodista Nate Rawlings sintió eso "Beside the Dying Fire" abarcó suficientemente un punto culminante para sus historias, y agregó que dejó a la audiencia anticipando futuras entregas de la serie.

El final de la temporada de The Walking Dead de anoche fue maravilloso, envolviendo varios hilos sueltos antes de señalar la brújula directamente en el corazón de la tercera temporada. En un tiro de cierre similar al episodio de la penúltima temporada, los productores, literalmente, miraron hacia el horizonte en una prisión gigante, que estoy dispuesto a apostar que provocó una de dos reacciones. Si has leído las novelas gráficas, probablemente hayas dicho: "¡Ya es hora!", Mientras que si eres un principiante de TWD, tu interpretación probablemente sea una variación de "¿Qué fue eso?". Este es el balance. los productores querían atacar, y lo hicieron brillantemente.Nate Rawlings Time

El comentarista Jen Chaney de The Washington Post opinó que "Beside the Dying Fire" evocaba elementos de varias películas de George Romero, y la película épica histórica Gone with the Wind de (1939).
Escribiendo para Paste, Josh Jackson emitió el episodio con una calificación de 8.8 sobre 10, lo que significa una calificación "encomiable". "'Beside the Dying Fire' no perdió el tiempo para pasar directamente a la acción, suponiendo que el desarrollo de carácter de una temporada fuera más que suficiente." 
Maureen Ryan deThe Huffington Post hizo eco de los sentimientos, finalmente declaró que la transmisión fue la mejor desde el episodio piloto de la serie, Days Gone Bye."
Ryan asumió diciendo que: "Los dos primeros actos de The Walking Dead la final de la segunda temporada estaban llenos de emoción, para ser honesto a Dios había mucho suspenso y personajes que idearon planes bastante decentes sobre la marcha. Cuando los Comecerebroooos finalmente invaden la granja de Los Greene, Hershel comienza a disparar y mi pulso se aceleró y me encontré preguntándome e incluso preocupándome por la supervivencia de los personajes que me habían hecho irritar durante semanas ".
Julia Rhodes de California Literary Review pronunció que el espectáculo volvió a formarse en "Beside the Dying Fire," mientras que la escritora Buddy TV Megan Cole resumió el episodio como "intenso".

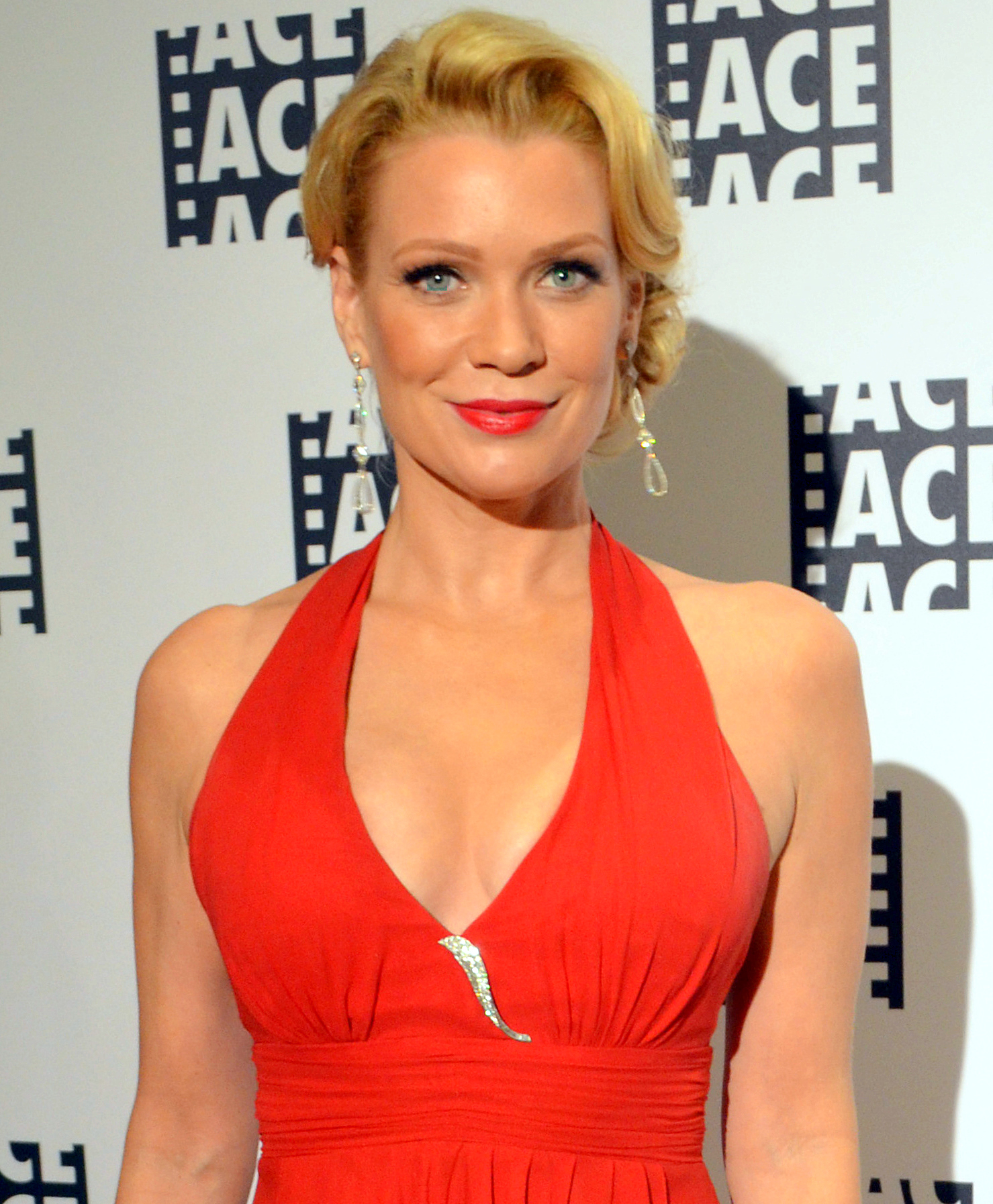
Los críticos estaban interesados en la progresión del personaje de Andrea (Laurie Holden, en la foto).

El desarrollo del personaje de Andrea produjo alabanzas uniformes entre los críticos. Jackson sintió que sirvió como punto culminante del episodio, y luego evaluó que ella emuló a la actriz Linda Hamilton. "Después de una temporada de lloriqueos, tuvo que haber al menos unos pocos fanáticos que atraían a los caminantes en sus primeras escenas, pero ella rápidamente se convirtió en una Linda Hamilton-ruda, engendrando zombis con su pie", dijo. Likewise, Kine asserted that "the badass she has tried so hard to convince us all she is finally came across." Ryan pensó que la lucha de Andrea para sobrevivir era una forma sólida de construir el éxodo del grupo. Habló de su escena con Michonne: "Había luchado tanto para vivir que quería que Andrea rechazara con éxito ese grupo final de caminantes. Cuando parecía que no podría vivir, yo estaba, con toda razón, al borde de mi asiento y la apariencia de los dos caminantes sin brazos que llevaban la figura de la capa, nada menos, era tan dramática como podría ser. "
La alteración gradual de Rick se menciona con frecuencia en las críticas. Dan Hopper de Best Week Ever teorizó que una transición tan drástica se atribuyó a la muerte de su amigo Shane. Halden proclamó que la progresión estableció un fuerte sentido de dirección para el personaje. "Esta es una dirección definida. No estoy segura de que si el programa va a convertir a Rick en un monstruo absoluto, o si esto le está provocando algún tipo de arco redentor en la tercera temporada, pero es una opción fuerte. The Walking Dead ha tratado de hacer que valoremos a este grupo de personas, como si juntas, significaran más de lo que hacen solos. Eso no funcionó, así que ahora parece que vamos a intentarlo por fuego. " Ryan concluyó que en el final de "Beside the Dying Fire," Ryan concluyó que "Rick se está convirtiendo en el líder que debería haber sido desde el principio, y está siendo claro y sincero sobre sus metas y estilo de liderazgo".
Los comentaristas se dividieron con las interacciones entre Rick y su esposa Lori. Aunque Ryan reaccionó positivamente a la actuación de Lincoln, afirmó que la naturaleza contradictoria de Lori casi arruinó la escena. De igual manera, Kine criticó las expresiones faciales de Callies durante la secuencia. De manera similar, Kine criticó las expresiones faciales de Callies durante la secuencia. Jackson escribió: "Si eso fue un desafío de los escritores, sin embargo, Sarah Wayne Callies tiene que sentir que están jugando con ella en este momento. Su personaje, Lori, básicamente le dice a Rick que Shane necesita ser sacrificado, y luego lo trata como un monstruo cuando se ve obligado a seguir adelante con él".

### Índices de audiencia
"Beside the Dying Fire" se emitió originalmente el 18 de marzo de 2012 en los Estados Unidos en AMC. Al emitirse, el episodio alcanzó 9 millones de televidentes y una calificación de 5.8 hogares, lo que indica que el 5.8% de todos los hogares que vieron televisión vieron el episodio. El episodio alcanzó una calificación de 4.7 en el 18-49 datos demográficos, que denotan 6 millones de espectadores, al tiempo que adquieren 3.2 millones de espectadores en el grupo demográfico 18-34 y 5 millones en el grupo demográfico 25-54. "Beside the Dying Fire" se convirtió posteriormente en la transmisión por cable mejor calificada de todos los tiempos demográficamente, acumulando calificaciones récord entre adultos y hombres entre 18 y 54 años; este galardón fue sostenido anteriormente por el episodio de estreno de mitad de la segunda temporada "Nebraska." 
De manera similar, superó todas las programaciones de cable del día y de la semana del 25 de marzo, obteniendo clasificaciones significativamente más altas que Swamp People en History y Jersey Shore en MTV. La audiencia total y las clasificaciones de "Beside the Dying Fire" aumentó según Nielsen ratings, desde el episodio anterior, "Better Angels," que atrajo a 6,89 millones de espectadores y una calificación de 3.6 entre adultos clave en el grupo 18-49.